# Времечко
«Времечко» — информационная телепрограмма, выходившая на российском телевидении на протяжении 15 лет — с 15 февраля 1993 по 30 мая 2008 года и с 28 мая по 25 июня 2010 года. Жанр — ток-шоу, «народные новости». До 1997 года имела рубрики «Курс» (об экономике) и «Метео».

## История программы

### 1993—1999
Программа «Времечко» появилась в 1993 году.
Её придумали Анатолий Малкин, Дмитрий Дибров, Лев Новожёнов и Иван Кононов как альтернативу официальным информационным программам.
Первый вариант передачи вышел в эфир 4-го канала Останкино 15 февраля 1993 года и представлял собой обычную ежедневную информационную программу, подготовленную в сотрудничестве с коллективом газеты «Московский комсомолец» в формате видеоверсии её рубрики «Срочно в номер!». Однако, проект не сыскал успеха ввиду плохо проработанной концепции и подачи материала, и, по решению главного редактора «МК» Павла Гусева, её выпуск был прекращён после одной недели (пяти выпусков)[страница не указана 500 дней].
Обновлённый и переработанный вариант передачи вышел в эфир через три с небольшим месяца, 15 июня 1993 года. Многие считали, что и в таком формате программа не продержится и месяца.
«Времечко» появилось в тот момент, когда была закрыта программа «Время». Программа выходила в прямом эфире. В программе рассказывалось о народных новостях, а также велись беседы с гостями в студии. Источники получения информации, как правило, были телефонные звонки зрителей. Сюжеты «Времечка» рассказывали о повседневной жизни простого человека, его заботах, проблемах, радостях, происшествиях. Зрители или сами представляли свои истории по телефону, или же отвечали на житейские вопросы, заданные ведущими в студии.
Первоначально программа выходила около 22:00 с хронометражем в 30 минут. В 1994 году, после передачи вечерних часов 4-го канала Останкино телекомпании НТВ и переезда информационной программы «Сегодня» на 4-й канал, «Времечко» осталось в эфире и стало выходить в эфир в 23:30. Рейтинги программы высоко поднялись. После передачи телекомпании НТВ утренних и дневных часов «Времечко» стало выходить в эфир 4 раза в день — в 10:15 с хронометражем в 15 минут («Утречко»), в 14:15 с хронометражем в 1 час 45 минут («Большое Времечко»), в 23:30 с хронометражем в 30 минут («Времечко») и в 0:15 с хронометражем в 45 минут («Ночное Времечко»). Программа стала очень популярной среди зрителей. В 1997 году в рамках «Времечка» возникла рубрика «Ночной полёт», в которой ведущий Андрей Максимов (иногда Иван Кононов) беседовал с кем-либо из видных деятелей политики, спорта или культуры.
В июле 1997 года Лев Новожёнов принял решение покинуть должность руководителя программы «Времечко» в связи с зачислением в штат сотрудников телекомпании НТВ. Друг и коллега Новожёнова, президент АТВ Анатолий Малкин расценил этот поступок как предательство. Вследствие этого в сентябре 1997 года коллектив программы раскололся на две части. Выпуски утреннего и дневного «Времечка» с июля 1997 года в обход договора о беспрепятственном показе всех выпусков программы до конца года были закрыты, несмотря на достаточно высокие рейтинги. Осенью 1997 года «Времечко» перешло на появившийся незадолго до того телеканал «ТВ Центр», а на НТВ в те же часы стала выходить аналогичная программа «Сегоднячко». На телеканале «ТВ Центр» выходило в более позднее время, но сохраняло прямой эфир, увеличился хронометраж программы, появились новые рубрики. Широкую популярность получили также социальные акции, проводимые программой, как, например, «Дети нашего Времечка».
Через год, в сентябре 1998 года, из «Времечка» в «Сегоднячко» на НТВ перешло ещё несколько сотрудников: Ольга Грозная, Алексей Эйбоженко, Борис Соболев и Эдуард Петров. В ночь с 8 на 9 сентября 1999 года программа «Времечко» первой сообщила о случившемся взрыве жилого дома в Москве на улице Гурьянова: корреспондент передачи Сергей Канев позвонил в студию с места событий прямо по ходу выпуска «Ночного полёта» в 0:30 мск, когда Иван Кононов беседовал с психотерапевтом Эрнестом Цветковым.

### 2000—2007
В начале 2000 года популярная программа исчезла из сетки вещания телеканала ТВЦ — вещатель не продлил договор с производителем в лице АТВ на её дальнейший выпуск. Генеральный директор ТВЦ Константин Ликутов обосновывал причину закрытия передачи её непопулярностью в сравнении с программами собственного производства телеканала. Однако в конце февраля 2000 года, когда вся команда Сергея Лисовского (куда входил и Ликутов) ушла с ТВЦ в полном составе, программа «Времечко» была возобновлена на этом телеканале в прежнем формате.
С 2000 года на бывшем канале ТВ-36 начала выходить программа «Челябинское Времечко», с середины 2000-х годов и по 2011 год программа выходила 3 раза в неделю на ОТВ. В партнёрстве с региональными телекомпаниями были запущены программы: «Калининградское Времечко», «Уфимское Времечко», «Времечко-Великий Новгород», «Казанское Времечко» и «Иркутское Времечко».
Весной 2002 года «Ночной полёт» стал самостоятельной программой и перешёл на телеканал «Культура». Передача продолжала выходить в эфир телеканала до 2009 года, изначально — в ночном эфире (сохраняя в тот период интерактивность, связанную с «Времечком»), позже — ранним вечером в формате обычного интервью с гостями программы.
С 2004 года выходит программа «Уфимское Времечко» на БСТ.
В августе 2006 года сменился формат программы. Программа превратилась в ток-шоу со зрителями в студии, стала выходить по будням днём в 16:30 и была переименована в «Новое Времечко».
В 2007 году права на производство «Времечко» купил белорусский телеканал «ЛАД». «Белорусское времечко» стало выходить на телеканале «Беларусь-ТВ» по будням в 17:35 по минскому времени.

### Закрытие (2008)
Последний эфир программы состоялся 30 мая 2008 года. Программу закрыло руководство телеканала «ТВ Центр», причина — низкие рейтинги. Руководству канала стали приходить письма с вопросами от недоумевавших зрителей. Руководитель пресс-службы телеканала Александр Павлов сказал, что «Времечко» просто уходит в творческий отпуск, из которого ещё вернётся. Однако заместитель гендиректора Вячеслав Мостовой утверждал, что программа слишком устарела и возвращать её не стоит. Руководитель АТВ Анатолий Малкин в эфире радиостанции «Эхо Москвы» опроверг информацию о том, что «Времечко» закрыли из-за низких рейтингов, заявив, что «программа выходит в прямом эфире и зрители не всегда бывают осторожны».

### 2010
После двухлетнего перерыва, программа вернулась в эфир под прежним названием «Времечко». Программа выходила в эфир на спутниковом канале «PRO Деньги» (принадлежащему телекомпании «АТВ») еженедельно по пятницам в 19:15. После премьерного показа в пятницу вечером выпуск далее шёл в течение недели в повторах. Хронометраж передачи составлял 45 минут.
В интервью газете «Музыкальная правда» Анатолий Малкин отметил, что в реинкарнированной версии будут задействованы российские блогеры, а не только постоянные ведущие проекта.
Обновлённая программа шла недолго — с 28 мая по 25 июня 2010 года.

## Ведущие и корреспонденты
За всю историю программы было 77 ведущих. Свой путь на телевидение с «Времечка» начинали многие ныне известные телеведущие, такие как Тина Канделаки, Яна Чурикова, Борис Соболев, Эдуард Петров, Андрей Максимов и другие.

### Ведущие программы в разные годы

#### Постоянные ведущие (строго по алфавиту)
- Михаил Ананьев
- Дмитрий Быков
- Игорь Воеводин
- Ольга Грозная[44]
- Дмитрий Губин
- Надежда Губина
- Ольга Журавлёва
- Ольга Зубкова[45]
- Тина Канделаки[46] (Дадиани)[47]
- Карина Карра (Милитонян)[48]
- Иван Кононов
- Андрей Максимов (Времечко. Ночной полёт)
- Светлана Некрасова
- Лев Новожёнов
- Ольга Погодина
- Яна Поплавская
- Ольга Сидорова[49]
- Олеся Судзиловская
- Фёкла Толстая
- Аскар Туганбаев
- Александр Ухов[50]
- Константин Цивилёв[51]
- Алексей Шахматов[52]
- Юлианна Шахова
- Екатерина Шиянова
- Алексей Эйбоженко

##### Постоянные ведущие + корреспонденты (совмещённые должности; строго по алфавиту)
- Максим Василенко[49]
- Наталья Козаченко[53]
- Тарас Островский[54]

#### Приглашённые ведущие (строго по алфавиту)
- Ирина Богушевская
- Алёна Бородина
- Мария Брайнис
- Ольга Журавлёва
- Алексей Лебединский[55]
- Анастасия Макаревич[56][57]
- Владимир Макин
- Екатерина Миль[58]
- Виктор Набутов[59]
- Олеся Орешёнкова
- Илья Попов
- Александр Рулёв
- Борис Соболев
- Аскар Туганбаев
- Валерий Хилтунен[60]
- Михаил Ходорковский (провёл всего один выпуск. Администрация «Времечка» предложила ему стать постоянным ведущим, он согласился, но спустя несколько дней был арестован по Делу ЮКОСа, отбывал наказание с 2003 по 2013 гг.)[61]
- Ольга Чудакова
- Людмила Ширяева

### Корреспонденты и операторы (строго по алфавиту)
- Татьяна Архипцова
- Сергей Канев[62][63]
- Юрий Клебанов
- Александр Мостославский[64]
- Игорь Панарин
- Эдуард Петров[65]
- Евгения Рассказова
- Владимир Рассказов
- Вера Серебровская[66]
- Борис Соболев[67]
- Галина Созанчук
- Глеб Стерхов[68]
- Елена Сорокина
- Дарья Субботина
- Яна Чурикова
- Александр Южный[69]

### Умершие (строго по алфавиту)

#### Ведущие
- Игорь Васильков
- Григорий Гурвич
- Ирина Ефремова
- Владимир Погодин
- Константин Цивилёв[51]

#### Корреспонденты и операторы
- Олеся Селимова